# Bonobos (grup de música)
Bonobos fou un grup de música de Centelles (Osona) format l'any 2012.
El 22 d'abril de l'any 2014 va sortir a la llum ANIMALÀNIMA, el seu primer treball discogràfic, en descàrrega lliure al seu lloc web i editat per RGB Suports.
Va guanyar el Premi Enderrock Artista Revelació 2015 per votació popular.
A l'abril de 2018 anuncien per xarxes socials que el grup s'acomiadava indefinidament dels escenaris. Van realitzar tres últims concerts de comiat a Salt, Barcelona i Centelles.

## Discografia
- From Centelles to the World! (Maqueta 2012)
- Animalànima (RGB Suports, 2014)
- CRIDA! (RGB Suports, 2016)